# 德国足球地区联赛
德国足球地区联赛（Fußball-Regionalliga）是德國足球聯賽系統自2008-09赛季起的第 4 級別，亦是非職業聯賽的最高級別，它由不同的地区或足球协会划分为五个联赛（赛区），各自的冠军再参加季后赛以争夺3个升级至德丙联赛的资格。
从1963年至1974年，地区联赛是仅次于德甲联赛的第二级赛事，然后在长达20年的时间内被撤销。1994年，地区联赛作为位居德乙联赛和高级联赛之间的第三级赛事获得重启。它最初分为四个赛区，并在2000年后缩减为两个赛区。随着德丙联赛在2008年设立，地区联赛滑落至第四级并分为三个赛区。自2012-13赛季起，它作为德丙联赛的下级赛事，又以五轨制的地区联赛取代了原本的三轨制。

## 1963－1974年：第二级联赛
直至1963年，德国的顶级足球赛事是由四个高级联赛和柏林城市联赛所组成，其各自的冠军和亚军会在赛季末再进行德国足球冠军的角逐。作为在那之前的第二级赛事则（仅在西部、西南和南部）设有高级乙组联赛，而在北部和柏林是直接于高级联赛之下设立州级联赛或协会联赛。另外三个地区的这类联赛则位居第三级。
随着单轨制的顶级赛事——德甲联赛于1963年成立，在第二级的层面上也产生了五个地区联赛（北部、西部、西南、南部以及柏林）。原先的第二级联赛则被撤销。从此以后，五个地区联赛的积分榜末两位或末三位球队会降级至州级联赛或协会联赛。降级数量由于地区差异和根据“计算尺度”而有所不同。
每个地区联赛由各自的地方足球协会负责举办。其中北部地区联赛是德国北部足球协会、西部是德国西部足球及田径协会、西南是德国西南足球协会、南部是德国南部足球协会以及柏林是柏林球类运动协会。

### 1964－1974年冠军
| 年份 | 北部           | 西部               | 西南           | 南部           | 柏林           |
| ---- | -------------- | ------------------ | -------------- | -------------- | -------------- |
| 1964 | 圣保利         | 阿勒曼尼亚亚琛     | 普鲁士诺因基兴 | 黑森卡塞尔     | 柏林塔斯马尼亚 |
| 1965 | 荷尔斯泰因基尔 | 门兴格拉德巴赫     | 萨尔布吕肯     | 拜仁慕尼黑     | 柏林普鲁士网球 |
| 1966 | 圣保利         | 福尔图娜杜塞尔多夫 | 皮尔马森斯     | 施韦因富特05   | 柏林赫塔       |
| 1967 | 阿米尼亚汉诺威 | 阿勒曼尼亚亚琛     | 普鲁士诺因基兴 | 奥芬巴赫踢球者 | 柏林赫塔       |
| 1968 | 阿米尼亚汉诺威 | 勒沃库森           | 阿尔森伯恩     | 拜仁霍夫       | 柏林赫塔       |
| 1969 | 奥斯纳布吕克   | 红白奥伯豪森       | 阿尔森伯恩     | 卡尔斯鲁厄     | 策伦多夫赫塔   |
| 1970 | 奥斯纳布吕克   | 波鸿               | 阿尔森伯恩     | 奥芬巴赫踢球者 | 策伦多夫赫塔   |
| 1971 | 奥斯纳布吕克   | 波鸿               | 普鲁士诺因基兴 | 纽伦堡         | 柏林塔斯马尼亚 |
| 1972 | 圣保利         | 伍珀塔尔           | 普鲁士诺因基兴 | 奥芬巴赫踢球者 | 柏林勇敢       |
| 1973 | 圣保利         | 红白埃森           | 美因茨05       | 达姆施塔特98   | 蓝白柏林       |
| 1974 | 和睦不伦瑞克   | 瓦滕沙伊德09       | 普鲁士诺因基兴 | 奥格斯堡       | 柏林普鲁士网球 |

### 升级至德甲
在每个赛季结束后会展开两组各五队的升级季后赛（1966年以前为两组各四队），每组的头名升入德甲联赛。五个地区联赛的冠军和亚军（1966年以前为三个亚军）均可参加升级季后赛。以下为在双循环赛制的季后赛中成功突围的球队：
- 1964 普鲁士诺因基兴（西南冠军）及汉诺威96（北部亚军）
- 1965 门兴格拉德巴赫（西部冠军）及拜仁慕尼黑（南部冠军）
- 1966 福尔图娜杜塞尔多夫（西部冠军）及红白埃森（西部亚军）
- 1967 普鲁士诺因基兴（西南冠军）及阿勒曼尼亚亚琛（西部冠军）
- 1968 奥芬巴赫踢球者（南部亚军）及柏林赫塔（柏林冠军）
- 1969 红白奥伯豪森（西部冠军）及红白埃森（西部亚军）
- 1970 阿勒曼尼亚亚琛（西部亚军）及奥芬巴赫踢球者（南部冠军）
- 1971 波鸿（西部冠军）及福尔图娜杜塞尔多夫（西部亚军）
- 1972 伍珀塔尔（西部冠军）及奥芬巴赫踢球者（南部冠军）
- 1973 福尔图娜科隆（西部亚军）及红白埃森（西部冠军）
- 1974 和睦不伦瑞克（北部冠军）及柏林普鲁士网球（柏林冠军）

在1973-74赛季结束后，除了从德甲降级的2支球队外，五个地区联赛表现最好的38支球队被编入新成立的双轨制德乙联赛，后者自1974-75赛季起在南、北两个赛区各拥有20支球队。地区联赛就此解散，未能获得德乙参赛资格的球队被降入第三级联赛。在联赛系统的第三级中，德国北部成立了北部高级联赛，而其它地区则仍采用既有的协会联赛或业余甲级联赛作为第三级。其余7个高级联赛是在1978年设立。

## 1994－2008年：第三级联赛
在1990年代初期，原本作为德乙联赛下级赛事的10个高级联赛已不再合乎时代的需求。为了向更高功率密度的职业领域提供优化的下级结构，德国足协于1993年决定，自1994-95赛季起重新恢复地区联赛作为介乎于德乙联赛和高级联赛之间的第三级联赛。

### 1994－2000年：三轨/四轨制地区联赛
在德乙联赛至1974年设立之前，德国足协的五个地区协会都拥有各自的地区联赛，而在重新恢复地区联赛时，最初是计划分为三轨制，即一个位于南部区域、一个位于西部/西南区域和一个位于北部/东北区域，其中就后者进行了广泛的讨论。尤其是新联邦州希望拥有自己的联赛。支撑这一点的论据是，若将北部和东北作为一个共同的联赛，其涵盖范围将占德国地理面积的近一半大小，由此产生的出行成本将比作为独立的联赛显著更高。然而德国足协、南部足协和西部足协却主张按各自地区内注册球队的所占比例进行划分。依此，南部的比例是36%、西部/西南为31%，而北部/东北为33%（北部19%和东北14%）。根据这些数字，地区联赛最终被确定为三轨制。
一种变通的方法是在北部和东北各创建一个独立的地区联赛赛区，两年后再结合为同一个联赛。这种针对性的合并于1995年10月遭到了德国足协联邦议院的否决，并直到2000年都只有三个官方的地区联赛，其中北部/东北地区联赛分为两个组别作赛，并在赛季末举办两回合制决赛以决出冠军。
对于新成立的地区联赛的参赛资格，各联赛制定的准则都不一样。其中在北部足协辖区内是不必要进行资格审核。1974年设立的北部高级联赛会自1994年起继续作为北部地区联赛运营。
在德国南部足球协会辖区内，即以往作为顶级业余赛事的巴伐利亚、黑森和巴登-符腾堡高级联赛，资格审核则是基于一项三年期的乘法评级，其中每个高级联赛最好的六支球队可获地区联赛参赛资格。在1991-92赛季的成绩计单倍分、1992-93赛季计双倍分以及1993-94赛季计三倍分。
德国西部足球协会的参赛资格是根据威斯特法伦、北莱茵和西南高级联赛在1993-94赛季的最终排名来确定。勒沃库森放弃将其已获得资格的业余队升入地区联赛，空缺的名额由波恩入替。红白奥伯豪森随后试图向法院施压要求参加地区联赛，但未能成功。
在德国东北足球协会，于1993-94赛季东北足协高级联赛的三个赛区排名最高的球队可自动获得参赛资格。施韦特因财政原因和马克莱贝格因破产而放弃。通过临时举办的附加赛，拉特诺光学得以晋级地区联赛。
作为前德甲成员，普鲁士诺因基兴、普鲁士明斯特、阿米尼亚比勒费尔德、阿勒曼尼亚亚琛、红白埃森、伍珀塔尔（西部）、达姆施塔特98、奥芬巴赫踢球者、斯图加特踢球者（南部）、柏林普鲁士网球（东北）以及和睦不伦瑞克（北部）都顺利入围。而拜仁慕尼黑、云达不来梅、汉堡和瓦滕沙伊德09也派出了业余队参加首个赛季的地区联赛。
无法获得首届地区联赛参赛资格的球队则包括前欧洲优胜者杯冠军马格德堡、前东德足协杯冠军哈勒、前德国冠军弗赖堡FC以及前德甲成员红白奥伯豪森。
首个赛季的平均上座人数在四个地区联赛中有显著差别。因此，在西部/西南的平均观众为2657人、北部为1592人、南部为1391人以及东北为1326人。更为悬殊的是球队本身之间的差异。例如西部/西南的升班马阿米尼亚比勒费尔德，其平均上座人数为10,424人，而相比之下埃登科本平均每场只有493名观众。

#### 冠军
| 年份 | 北部         | 西部/西南          | 南部           | 东北           |
| ---- | ------------ | ------------------ | -------------- | -------------- |
| 1995 | 吕贝克       | 阿米尼亚比勒费尔德 | 翁特哈兴       | 耶拿卡尔蔡司   |
| 1996 | 奥尔登堡     | 居特斯洛           | 斯图加特踢球者 | 柏林普鲁士网球 |
| 1997 | 汉诺威96     | 瓦滕沙伊德09       | 纽伦堡         | 科特布斯能源   |
| 1998 | 汉诺威96     | 红白奥伯豪森       | 乌尔姆1846     | 柏林普鲁士网球 |
| 1999 | 奥斯纳布吕克 | 阿勒曼尼亚亚琛     | 瓦德霍夫曼海姆 | 开姆尼茨       |
| 2000 | 奥斯纳布吕克 | 萨尔布吕肯         | 罗伊特林根05   | 柏林联盟       |

#### 升级至德乙
有权升入德乙联赛的是北部-东北、西部和南部三个赛区的冠军。由于北部-东北赛区分为北部和东北两个组别作赛，这些组别的优胜者需要再参加主、客场制的附加赛以确定北部-东北赛区的冠军。此外，还有一个亚军可以升级。在前三个赛季，各赛区的亚军轮流升级（1995年：北部-东北亚军，1996年：西部亚军，1997年：南部亚军）。从1998年至2000年则是由三个赛区的亚军参加附加赛来确定第四个升级名额。
- 1995：吕贝克（北部冠军）、卡尔蔡司耶拿（东北冠军）、阿米尼亚比勒费尔德（西部冠军）、翁特哈兴（南部冠军）
- 1996：奥尔登堡（北部冠军）、居特斯洛（西部冠军）、红白埃森（西部亚军）、斯图加特踢球者（南部冠军）
- 1997：科特布斯能源（东北冠军）、瓦滕沙伊德09（西部冠军）、纽伦堡（南部冠军）、格罗伊特菲尔特（南部亚军）
- 1998：汉诺威96（北部冠军）、柏林普鲁士网球（东北冠军）、红白奥伯豪森（西部冠军）、乌尔姆1846（南部冠军）
- 1999：开姆尼茨（东北冠军）、阿勒曼尼亚亚琛（西部冠军）、瓦德霍夫曼海姆（南部冠军）、奥芬巴赫踢球者（南部亚军）
- 2000：奥斯纳布吕克（北部冠军）、萨尔布吕肯（西部冠军）、艾伦（西部亚军）、罗伊特林根05（南部冠军）

### 2000－2008年：双轨制地区联赛
在1999-2000赛季结束后，四个地区联赛被缩减为两个赛区，以实现更高的功率密度。这使得有半数球队被迫降入高级联赛。
每个赛区由19支或18支球队作赛，原则上排名各赛区第一的两支球队会升入德乙联赛，而排名第十五名以后的球队会根据其所属协会降入相应的高级联赛。理论上甚至一个赛区的第四名和第五名也有机会升级，因为职业俱乐部的二队原则上不允许升级。2001年的南部亚军斯图加特二队和2004年的南部冠军拜仁慕尼黑二队同样没有获得升级权利，尽管他们满足竞技要求，但无法申领德乙参赛牌照。

#### 赛区分配
截至2005-06赛季（含）结束以前，从单轨制德乙联赛降级的球队是根据其所处的地理位置进行分配，进而使来季在一个地区联赛赛区的参赛数量可能达到19甚至20支球队。例如若有三支“北部”球队从德乙降级，则北部赛区的规模会相应增加。而在一个赛季结束后也会有更多的球队降入高级联赛以进行平衡，因此赛区规模会再度重返18支球队。
地区划分适用如下：
- 地区联赛，北部赛区：

北部、东北（北区及南区）、北莱茵及威斯特法伦高级联赛
- 地区联赛，南部赛区：

巴伐利亚、巴登-符腾堡、西南及黑森高级联赛
例外：来自威斯特法伦的锡根体育之友、来自图林根的卡尔蔡司耶拿和红白埃尔福特在第三级的地区联赛成立时是被编入南部赛区。当埃尔福特再次降入地区联赛时（2004-05赛季），球队被编入了北部联赛，而重新从高级联赛升级的耶拿亦是如此。
至2006-07赛季是首次实施了一项改进方案，因此德国足协董事会决定采纳地区联赛理事会的建议，在一个赛季开始前便完成对地区联赛的赛区分配（德国足协竞赛规则第55c条）。这也同样适用于其后三轨制的地区联赛。

#### 冠军
| 年份 | 北部         | 南部             |
| ---- | ------------ | ---------------- |
| 2001 | 柏林联盟     | 卡尔斯鲁厄       |
| 2002 | 吕贝克       | 瓦克尔布格豪森   |
| 2003 | 厄尔士山奥厄 | 翁特哈兴         |
| 2004 | 红白埃森     | 拜仁慕尼黑业余队 |
| 2005 | 和睦不伦瑞克 | 奥芬巴赫踢球者   |
| 2006 | 红白埃森     | 奥格斯堡         |
| 2007 | 圣保利       | 韦恩             |
| 2008 | 红白艾伦     | FSV法兰克福      |

#### 升级至德乙
随着双轨制地区联赛的引入，两个赛区的冠军和亚军均可直接升入德乙联赛。
- 2001：柏林联盟（北部冠军）、巴贝尔斯贝格03（北部亚军）、卡尔斯鲁厄（南部冠军）、施韦因富特05（南部季军）
- 2002：吕贝克（北部冠军）、和睦不伦瑞克（北部亚军）、瓦克尔布格豪森（南部冠军）、和睦特里尔（南部亚军）
- 2003：厄尔士山奥厄（北部冠军）、奥斯纳布吕克（北部亚军）、翁特哈兴（南部冠军）、雅恩雷根斯堡（南部亚军）
- 2004：红白埃森（北部冠军）、德累斯顿迪纳摩（北部亚军）、红白埃尔福特（南部亚军）、萨尔布吕肯（南部季军）
- 2005：和睦不伦瑞克（北部冠军）、帕德博恩07（北部亚军）、奥芬巴赫踢球者（南部冠军）、锡根体育之友（南部亚军）
- 2006：红白埃森（北部冠军）、卡尔蔡司耶拿（北部亚军）、奥格斯堡（南部冠军）、科布伦茨（南部亚军）
- 2007：圣保利（北部冠军）、奥斯纳布吕克（北部亚军）、韦恩（南部冠军）、霍芬海姆（南部亚军）
- 2008：红白艾伦（北部冠军）、红白奥伯豪森（北部亚军）、FSV法兰克福（南部冠军）、因戈尔施塔特04（南部亚军）

## 自2008年：第四级联赛

### 2008－2012年：三轨制地区联赛

根据2007-08赛季的球队划分

至2008-09赛季起，在德乙联赛和地区联赛之间新增了一项德丙联赛，它由既有北部及南部地区联赛的各半数球队组成。自此，在德丙联赛之下设有三个地区联赛（第四级）和十个高级联赛（第五级）。
每年会有54支球队根据地理和后勤的标准被编入“西部”、“北部”和“南部”三个地区联赛。应当注意的是获得参赛牌照的俱乐部二队在三个赛区中是均匀分配的。在2009-10赛季的三个地区联赛划分中，大致上是根据球队所属的地区协会进行分配，只有来自德国南部足球协会的瓦德霍夫曼海姆是被编入西部地区联赛。
在2006年9月8日召开的德国足协特别联邦议会中，为改革奠定了基础。2007-08赛季是作为新赛事级别的资格赛季。在2007-08赛季结束后，有以下球队获得了新地区联赛的参赛资格：
- 总共17支来自既有地区联赛北部和南部赛区的球队，它们未能通过竞赛成绩升入新设立的德丙联赛——其中9队来自北部地区联赛和8队来自南部地区联赛[7]；
- 5支排名最前的北部高级联赛球队以及1支在北部高级联赛第六名和北德足球协会联赛冠军之间举行的附加赛胜者。
- 来自两个东北高级联赛的各3支排名最前球队以及1支在两个第四名之间举行的附加赛胜者。
- 在黑森、北莱茵、威斯特法伦、巴登-符腾堡、西南和巴伐利亚高级联赛中排名最前的各4支球队。
- 如果来自原地区联赛的球队无法获得参赛牌照，则将从拥有最多注册职业球队的协会所主办的高级联赛中上移1支球队（首先是巴伐利亚，其次是巴登-符腾堡）。

所有通过竞赛成绩入围的球队还必须同时满足地区联赛关于财政和技术组织的前提条件。如果候选者不获接纳，则其名额由各自高级联赛赛区的下一名球队递补升入地区联赛。财政和技术组织的资格标准包括要求对应新地区联赛的体育场容量必须大于5000人。主教练必须完成足球教练员培训，这意味着执掌一支地区联赛球队必须持有A级教练证书。对于参加各赛区升级附加赛的球队也必须持有地区联赛参赛牌照。

#### 冠军
| 年份 | 北部           | 西部               | 南部           |
| ---- | -------------- | ------------------ | -------------- |
| 2009 | 荷尔斯泰因基尔 | 普鲁士多特蒙德二队 | 海登海姆       |
| 2010 | 巴贝尔斯贝格03 | 萨尔布吕肯         | 阿伦           |
| 2011 | 开姆尼茨       | 普鲁士明斯特       | 达姆施塔特98   |
| 2012 | 哈勒           | 普鲁士多特蒙德二队 | 斯图加特踢球者 |

#### 升级至德丙
三个赛区的冠军可直接升入德丙联赛。自2008-09赛季起，西部和南部将有3支球队、北部将有4支球队从地区联赛降级。降级后的名额空缺将分别由来自北部（石勒苏益格-荷尔斯泰因联赛、汉堡高级联赛、不来梅联赛、下萨克森联赛）、东北（东北高级联赛）和西部足球协会（北威联赛）的各2支球队，西南足球协会（西南高级联赛）的1支球队以及南部足球协会（巴伐利亚联赛、黑森联赛、巴登-符腾堡高级联赛）的3支球队所取代。
- 2009：荷尔斯泰因基尔（北部冠军）、普鲁士多特蒙德二队（西部冠军）、海登海姆（南部冠军）
- 2010：巴贝尔斯贝格03（北部冠军）、萨尔布吕肯（西部冠军）、阿伦（南部冠军）
- 2011：开姆尼茨（北部冠军）、普鲁士明斯特（西部冠军）、达姆施塔特98（南部冠军）
- 2012：哈勒（北部冠军）、普鲁士多特蒙德二队（西部冠军）、斯图加特踢球者（南部冠军）

### 自2012年：五轨制地区联赛

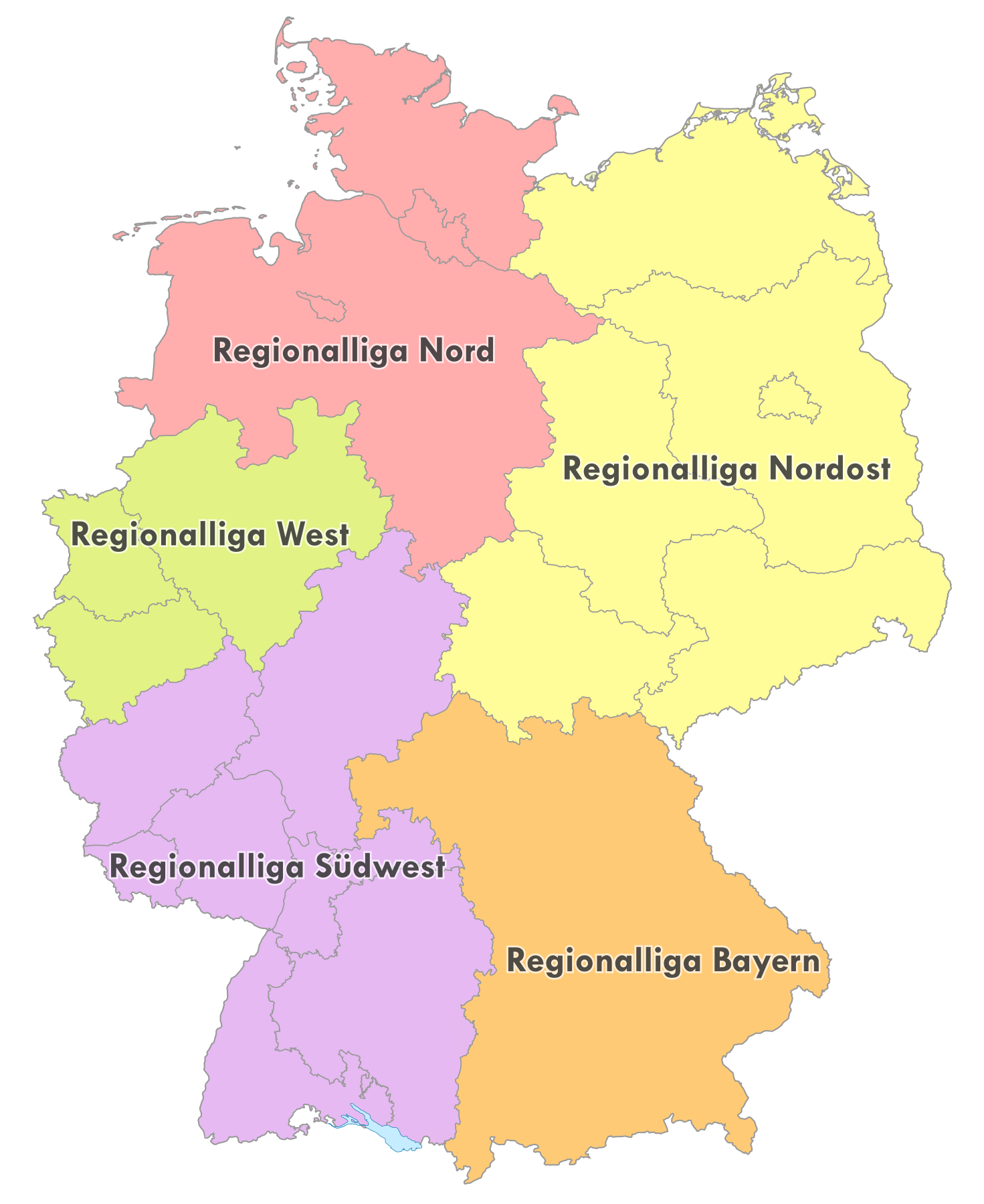
自2012-13赛季起的地区联赛赛区

至2012-13赛季，德国足总将地区联赛的主要责任转移至五大联赛协会。后者均为德国足总下属的地区协会以及巴伐利亚州立协会。因此，第四级赛事自2012-13赛季起再无三轨制的地区联赛，而是改为五个同级的单轨制地区联赛。球队的分配如下：
- 北部地区联赛：北德地区协会（德语：Norddeutscher Fußball-Verband）下属球队
- 东北地区联赛：东北地区协会（德语：Nordostdeutscher Fußballverband）下属球队
- 西部地区联赛：西德地区协会（德语：Westdeutscher Fußball- und Leichtathletikverband）下属球队
- 西南地区联赛：西南地区协会（德语：Fußball-Regional-Verband Südwest）及南德地区协会（德语：Süddeutscher Fußball-Verband）下属球队，含巴伐利亚州立协会的特殊情况球队
- 巴伐利亚地区联赛：巴伐利亚州立协会（接纳了伊莱尔蒂森（德语：FV Illertissen）和维多利亚阿沙芬堡（德语：Viktoria Aschaffenburg）的加入申请，两队以往并无在巴伐利亚协会的联赛中作赛）[10])。

此外，每个联赛中最多不能超过7支德国足球联赛协会所属俱乐部的二队参赛。第三级联赛俱乐部的二队亦不允许参赛。
地区联赛的主办权由德国足总旗下相应的地区或州立协会接管。这可以保证联赛实力和降级至更低联赛的规则得到自主确定 。

#### 冠军
| 年份 | 北部                                        | 东北           | 西部               | 西南               | 巴伐利亚       |
| ---- | ------------------------------------------- | -------------- | ------------------ | ------------------ | -------------- |
| 2013 | 荷尔斯泰因基尔                              | RB莱比锡       | 洛特体育之友       | 黑森卡塞尔         | 慕尼黑1860二队 |
| 2014 | 沃尔夫斯堡二队                              | 诺伊斯特雷利茨 | 福尔图娜科隆       | 索嫩霍夫大阿斯帕赫 | 拜仁慕尼黑二队 |
| 2015 | 云达不来梅二队                              | 马格德堡       | 门兴格拉德巴赫二队 | 奥芬巴赫踢球者     | 维尔茨堡踢球者 |
| 2016 | 沃尔夫斯堡二队                              | 茨维考         | 洛特体育之友       | 瓦德霍夫曼海姆     | 雅恩雷根斯堡   |
| 2017 | 梅彭                                        | 卡尔蔡司耶拿   | 维多利亚科隆       | 埃费尔斯贝格       | 翁特哈兴       |
| 2018 | 魏谢弗伦斯堡                                | 能量科特布斯   | 乌丁根05           | 萨尔布吕肯         | 慕尼黑1860     |
| 2019 | 沃尔夫斯堡二队                              | 开姆尼茨       | 维多利亚科隆       | 瓦德霍夫曼海姆     | 拜仁慕尼黑二队 |
| 2020 | 吕贝克                                      | 莱比锡火车头   | 勒丁豪森           | 萨尔布吕肯         | 未产生         |
| 2021 | 魏谢弗伦斯堡（北组） 云达不来梅二队（南组） | 维多利亚柏林   | 普鲁士多特蒙德二队 | 弗赖堡二队         | 施韦因富特05   |
| 2022 | VfB奥尔登堡                                 | 柏林迪纳摩     | 红白埃森           | 埃费尔斯贝格       | 拜罗伊特       |
| 2023 | 吕贝克                                      | 科特布斯能量   | 普斯辛蒙斯達       | 乌尔姆             | 翁特哈兴       |

#### 升级至德丙
从地区联赛升级至德丙的继续维持3支球队。升级名额是通过一项升级资格赛来确定，参赛者包括每个地区联赛的冠军以及在德国足总拥有最多的俱乐部和成员数量的地区（当前为西南）联赛亚军。它们将被抽入三场对战，在主客场制比赛中总比分优胜的球队升入德丙。西南联赛的冠军和亚军在对战抽签时会采取规避原则。在2014年，西南季军美因茨05二队也获参加升级资格赛，这是因为亚军弗赖堡二队并未申请德丙参赛牌照。由于冠军无法直接升级，升级附加赛遭到了球迷和俱乐部的一致批评。
为此，德国足总联邦议会于2017年12月作出决定，自2018-19赛季起，在地区联赛和德丙联赛之间设立4个升、降级名额。在将地区联赛数量减少至四个的设想落实之前，2018-19赛季和2019-20赛季将成为过渡性解决方案，这两季会有3支直接升级球队，而升级资格赛仅设一场。西南地区联赛放弃了以往的亚军附加赛参赛资格，但其冠军在这两个赛季都可直接升级。此外，2018-19赛季还明确了第二个直接升级名额将授予东北地区联赛，而第三个直接升级名额则在其余地区联赛间提前抽签决定。抽签结果是西部地区联赛获得了第三个直升名额，巴伐利亚地区联赛和北部地区联赛则需在它们的冠军之间进行主客场制的附加赛来决出第四个升级名额。作为回报，这两个联赛会在2019-20赛季自动获得直升名额，而西部和东北部地区联赛将进行附加赛来决定升入德丙联赛的第四个名额。
| 赛季    | 巴伐利亚冠军                                   | 北部冠军                                           | 东北冠军                                           | 西南冠军                       | 西部冠军                                       |
| ------- | ---------------------------------------------- | -------------------------------------------------- | -------------------------------------------------- | ------------------------------ | ---------------------------------------------- |
| 2018-19 | 升级附加赛 对阵北部冠军 （因未能抽中直接升级） | 升级附加赛 对阵巴伐利亚冠军 （因未能抽中直接升级） | 直接升级 （2017年12月8日决定）                     | 直接升级 （2017年12月8日决定） | 直接升级 （2018年4月27日抽中）                 |
| 2019-20 | 直接升级 （因去季参加了附加赛）                | 直接升级 （因去季参加了附加赛）                    | 升级附加赛 对阵西部冠军 （因去季未参加附加赛）     | 直接升级 （2017年12月8日决定） | 升级附加赛 对阵东北冠军 （因去季未参加附加赛） |
| 2020-21 | 升级附加赛 对阵北部冠军 （因未能抽中直接升级） | 升级附加赛 对阵巴伐利亚冠军 （因未能抽中直接升级） | 直接升级 （2020年3月6日抽中）                      | 直接升级 （2019年9月27日决定） | 直接升级 （2019年9月27日决定）                 |
| 2021-22 | 直接升级 （2020年3月6日抽中）                  | 升级附加赛 对阵东北冠军 （因未能抽中直接升级）     | 升级附加赛 对阵北部冠军 （因未能抽中直接升级）     | 直接升级 （2019年9月27日决定） | 直接升级 （2019年9月27日决定）                 |
| 2022-23 | 升级附加赛 对阵东北冠军 （因未能抽中直接升级） | 直接升级 （2020年3月6日抽中）                      | 升级附加赛 对阵巴伐利亚冠军 （因未能抽中直接升级） | 直接升级 （2019年9月27日决定） | 直接升级 （2019年9月27日决定）                 |
| 2023-24 | 升级附加赛 对阵北部冠军 （因未能抽中直接升级） | 升级附加赛 对阵巴伐利亚冠军 （因未能抽中直接升级） | 直接升级                                           | 直接升级                       | 直接升级                                       |

历年升级球队如下：
- 2013：荷尔斯泰因基尔（北部冠军）、RB莱比锡（东北冠军）、埃费尔斯贝格（西南亚军）
- 2014：福尔图娜科隆（西部冠军）、索嫩霍夫大阿斯帕赫（西南冠军）、美因茨05二队（西南季军）
- 2015：云达不来梅二队（北部冠军）、马格德堡（东北冠军）、维尔茨堡踢球者（巴伐利亚冠军）
- 2016：雅恩雷根斯堡（巴伐利亚冠军）、茨维考（东北冠军）、洛特体育之友（西部冠军）
- 2017：卡尔蔡司耶拿（东北冠军）、翁特哈兴（巴伐利亚冠军）、梅彭（北部冠军）
- 2018：能量科特布斯（东北冠军）、慕尼黑1860（巴伐利亚冠军）、乌丁根05（西部冠军）
- 2019：开姆尼茨（东北冠军）、瓦德霍夫曼海姆（西南冠军）、维多利亚科隆（西部冠军）、拜仁慕尼黑二队（巴伐利亚冠军/附加赛胜者）
- 2020：慕尼黑土耳其力量（巴伐利亚头名）、吕贝克（北部冠军）、萨尔布吕肯（西南冠军）、费尔（西部亚军/附加赛胜者）
- 2021：哈费尔泽（北部冠军/附加赛胜者）、维多利亚柏林（东北）、弗赖堡二队（西南冠军）、普鲁士多特蒙德二队（西部冠军）
- 2022：拜罗伊特（巴伐利亚冠军）、埃费尔斯贝格（西南冠军）、红白埃森（西部冠军）、VfB奥尔登堡（北部冠军/附加赛胜者）
- 2023：翁特哈兴（巴伐利亚冠军/附加赛胜者）、乌尔姆（西南冠军）、普斯辛蒙斯達（西部冠军）、吕贝克（北部冠军）

### 未来：自2017年以来讨论的四轨制地区联赛
为了使所有地区联赛的冠军都能直接升级，2017年12月，第96届德国足总联邦议会决定将地区联赛的数量从五个缩减为四个，并特派德国足总副主席彼得·弗里穆特率领一个工作组，在2019年9月召开的德国足总联邦议会前制定出相关草案。
在工作组至2018年11月仍无法就四轨制地区联赛的模式获得（各地区足协会员的）过半数表决通过之后，它最终提出了一个方案，即由各地区足协自行对四轨制地区联赛进行精确划分。该方案的重点是，对于以往西部和西南地区联赛组成的范畴，以及北部、东北和巴伐利亚地区联赛组成的范畴，分别提供两个赛区和两个升级至德丙联赛的名额。然而，具体转化的建议应由地区协会自行制定。
在随后进行的讨论中，巴伐利亚和东北地区协会坚持保留以往的联赛，并提出将德丙联赛扩军至24队、每季5队降级，甚至是双轨制德丙联赛的方案。此举招致德丙联赛参赛球队的强烈不满，它们不再赞成设立第四个降级名额，并在2018-19赛季的第17轮比赛中，通过开场第一分钟令时间自然流逝以示抗议。而德丙球迷也有抗议活动。
至2018年12月初的会议上，德国足总主席团表态支持特派工作组的方案，并委托受影响的州级和地区协会在2019年4月15日之前，与德丙联赛和北部、东北合巴伐利亚地区联赛的各参赛球队一同，制定出具体的实施方案。将北部、东北和巴伐利亚联赛合并为两个联赛实际上意味着要将东北赛区进行拆分。然而，由于东北俱乐部的经济劣势，各俱乐部和协会在2019年3月19日的一次会议上一致决定（47票赞成，4票弃权），向德国足总联邦议会提出保留三个地区联赛但仅设两个升级名额的建议。确切的升级方案被推迟。